# Zeche Carl Hugo
Die Zeche Carl Hugo ist ein ehemaliges Steinkohlenbergwerk in Essen-Dilldorf-Hamm. Die Zeche ist aus einer Umbenennung der Zeche Reher Markmannsbank entstanden.

## Reher Markmannsbank
Das Bergwerk war auch unter dem Namen Zeche Rehe Markmannsbank bekannt. Am 27. Mai 1831 erfolgte die Verleihung des Längenfeldes. 1848 war das Bergwerk in Betrieb, es befand sich am Hellerbach. Die ersten Förderzahlen sind aus dem Jahr 1869 bekannt, es wurden 3.886 Tonnen Steinkohle gefördert. Aus dem Jahr 1870 stammen die letzten Zahlen, mit 39 Bergleuten wurden 9.366 Tonnen Steinkohle gefördert. Am 14. Dezember des Jahres 1870 erfolgte die Umbenennung in Zeche Carl Hugo.

## Carl Hugo
Die Berechtsame des am 14. Dezember 1870 entstandenen Bergwerks umfasste 1 Längenfeld mit großer Vierung. Die Gewinnung der Kohlen erfolgte mittels Stollenbau. Es wurde der Stollen von der Zeche Trompette genutzt, dieser befand sich am Deilbach.
Die ersten Förder- und Belegschaftszahlen stammen aus dem Jahr 1871. In diesem Jahr wurden mit 53 Bergleuten 14.160 Tonnen gefördert. Die maximale Förderung wurde im Jahr 1873 mit 77 Bergleuten erbracht, es wurden 21.441 Tonnen Steinkohle gefördert.
In den Jahren 1874 und 1875 wurde das Bergwerk vermutlich in Fristen gesetzt, ab 1876 war es wieder in Betrieb. Im Jahr 1877 wurden mit 38 Bergleuten 10.164 Tonnen Steinkohle gefördert. In den Jahren 1879 und 1880 lag das Bergwerk erneut in Fristen. Ab 1881 war das Bergwerk wieder in Betrieb, es wurden die Pfeilerreste über der Stollensohle abgebaut. 1882 wurden mit 16 Bergleuten 6.937 Tonnen gefördert. Ab April 1883 wurde das Bergwerk erneut in Fristen gesetzt. Im Jahr 1906 erfolgte die Konsolidation zur Zeche Adler.